# Сборная НКР по футболу
Сборная Нагорно-Карабахской Республики по футболу (арм. Արցախի ֆուտբոլի հավաքական) — футбольная сборная, представлявшая непризнанную Нагорно-Карабахскую Республику на международных матчах по футболу. 
Сборная НКР и её федерация не входила ни в ФИФА, ни в УЕФА, но является членом неофициальной организации ConIFA, которая объединяет футбольные сборные и федерации непризнанных и частично признанных государств, а также различных автономий внутри признанных государств и стран, не входящих по различным причинам в ФИФА и континентальные конфедерации.
В связи с фактическим прекращением существования НКР в 2023 году, будущее сборной находится под большим вопросом.

## История
Федерация футбола Арцаха была создана в 2012 году. Данную федерацию возглавлял Самвел Карапетян. Свою первую товарищескую игру сборная НКР провела 25 сентября 2012 года в столице частично признанной Абхазии — Сухуме, сыграв вничью 1:1 со сборной Абхазии (во втором тайме хозяева поля открыли счет, а позднее Андраник Барикян сравнял счет). В ответной игре, которая состоялась 21 октября 2012 года на поле Республиканского стадиона в Степанакерте, футболисты НКР одержали первую в своей истории победу со счетом 3:0. Голы забили Андраник Барикян из клуба «Ширак», Давид Григорян из ереванского «Арарата») и Семён Мурадян из клуба «Мика».

## Стадион
Во время существования НКР сборная проводила свои домашние матчи на Республиканском стадионе, который был расположен в столице непризнанной республики — Степанакерте (Ханкенди). Стадион был отремонтирован в 2008 году и вмещал более девяти тысяч зрителей.

## Турниры

### ConIFA-2014
С 1 по 8 июня 2014 года в шведском городе Эстерсунд проходил Кубок Мира ConIFA-2014, который был проведен под эгидой Конфедерации независимых футбольных ассоциаций (СonIFA), объединяющей в своих рядах 60 футбольных ассоциаций.
В турнире, вместе с 11 другими сборными (Абхазия, Графство Ницца, Эллан Ваннин (остров Мэн), Падания, Южная Осетия, Арамейская Сирия, Объединенный Дарфур, Курдистан, Окситания, Сапми (Лапландия) и Тамил-Илам), принимала участие сборная НКР.

### ConIFA European Football Cup 2019
В 2019 году на территории НКР был проведен кубок Европы ConIFA European Football Cup 2019.

## Все международные матчи
| Дата             | Турнир                 | Стадион           | Соперник       | Счёт | Игрок, забивший мяч за НКР                                                     |
| ---------------- | ---------------------- | ----------------- | -------------- | ---- | ------------------------------------------------------------------------------ |
| 7 июня 2014      | Кубок Мира ConIFA-2014 | Эстерсунд, Швеция | Лапландия      | 5:1  | Геворг Погосян, Мигран Манасян , Армен Петросян                                |
| 5 июня 2014      | Кубок Мира ConIFA-2014 | Эстерсунд, Швеция | Дарфур         | 12:0 | Норайр Гезалян, Геворг Нранян, Давид Григорян, Арам Барегамян, Марат Карапетян |
| 3 июня 2014      | Кубок Мира ConIFA-2014 | Эстерсунд, Швеция | Графство Ницца | 0:1  |                                                                                |
| 1 июня 2014      | Кубок Мира ConIFA-2014 | Эстерсунд, Швеция | Эллан Ваннин   | 2:3  | Мигран Манасян                                                                 |
| 21 октября 2012  | ТМ                     | Степанакерт, НКР  | Абхазия        | 3:0  | Андраник Барикян, Давид Григорян , Семен Мурадян                               |
| 25 сентября 2012 | ТМ                     | Сухум, Абхазия    | Абхазия        | 1:1  | Андраник Барикян                                                               |